# Sibiu
Sibiu (in tedesco Hermannstadt; in ungherese Nagyszeben) è un municipio della Romania di 151.894 abitanti, capoluogo del distretto omonimo, nella regione storica della Transilvania.
Importante nodo ferroviario e commerciale, sorge 275 km a nord-ovest di Bucarest. Fa parte dell'area amministrativa anche la località di Păltiniș. Sibiu è stata nominata, con Lussemburgo, capitale europea della cultura per il 2007.

## Storia

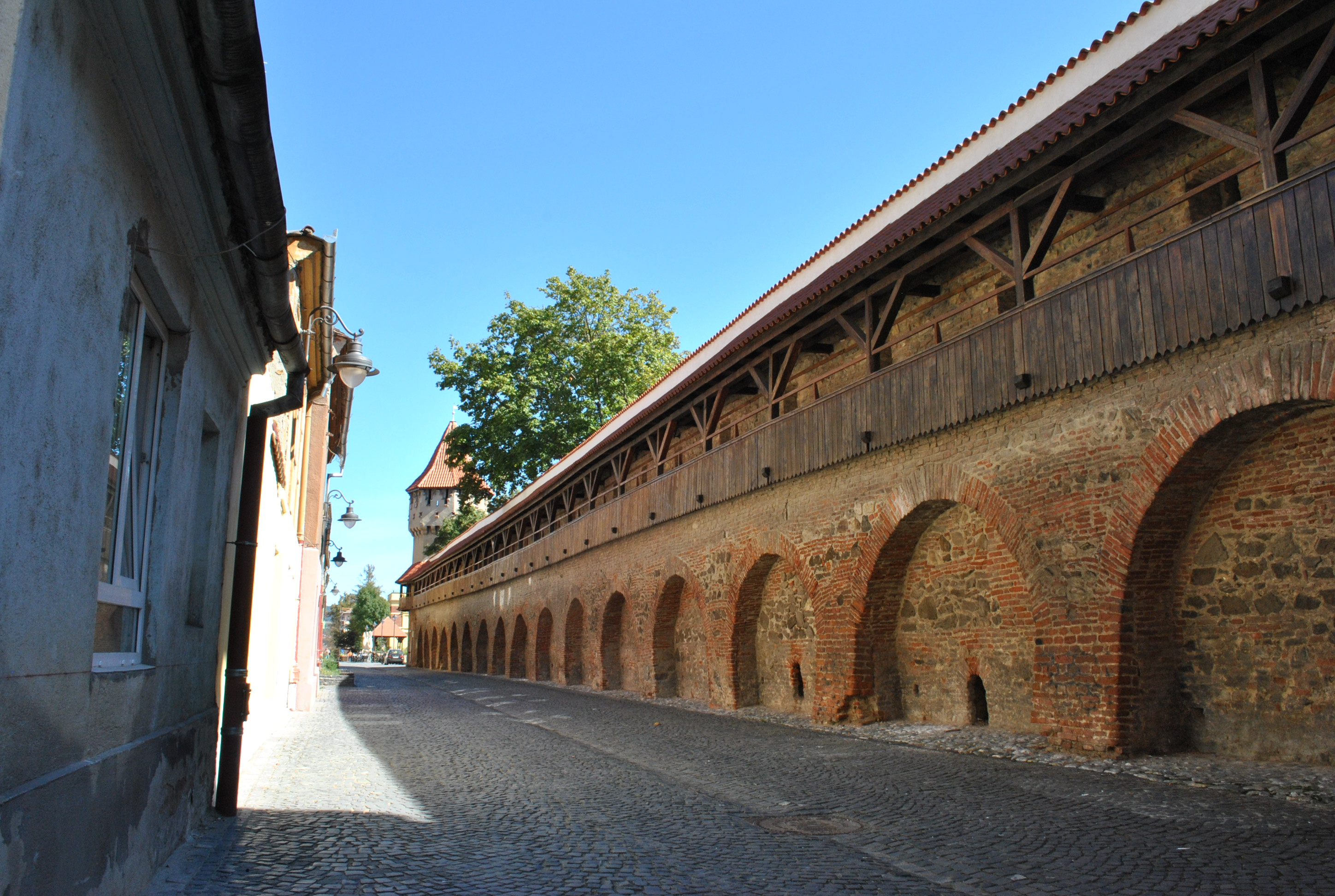
Le fortificazioni

La città venne fondata nel 1190 dai Sassoni di Transilvania, coloni di origine tedesca, e venne probabilmente costruita nei pressi di un insediamento di epoca Romana, citato in alcuni documenti medievali come Caedonia.
Distrutta dai Tartari nel 1241, grazie ad un rapido sviluppo già nel XIV secolo Sibiu era un'importante città commerciale; documenti del 1376 riportano che gli artigiani ed i mercanti della città erano suddivisi in ben 19 corporazioni. Questa situazione fece della città la più importante delle sette da cui trae origine il nome tedesco della Transilvania (Siebenbürgen, letteralmente "Sette città"), divenendo anche la sede della Universitas Saxorum, l'assemblea dei Sassoni di Transilvania.
Più tardi, nel XVII secolo, Sibiu era la città più orientale legata alla cultura dell'Europa centrale e terminale orientale della rete di collegamenti postali.
L'affermarsi di Sibiu come centro economico, culturale, politico e religioso si consolidò tra il XVIII ed il XIX secolo: nella città nacquero infatti la prima banca a proprietà romena e l'"Associazione Transilvana per la Letteratura Romena e la Cultura del Popolo Romeno" (Asociația Transilvană pentru Literatura Română și Cultura Poporului Român - ASTRA). Tra il 1848 ed il 1867 la città fu la sede della cosiddetta "Dieta di Transilvania", una sorta di parlamento locale che assunse una certa importanza soprattutto quando il diritto di voto venne esteso anche ai romeni, mentre, dopo il riconoscimento da parte dell'Impero austro-ungarico della Chiesa Ortodossa Romena (attorno al 1860), Sibiu divenne sede della Curia Metropolitana ed è ancora oggi la terza più importante sede episcopale della Chiesa Ortodossa Romena.
Dopo la prima guerra mondiale e la dissoluzione dell'Impero austroungarico, Sibiu entrò a far parte della Romania, pur rimanendo per qualche anno ancora la maggior parte della popolazione costituita da tedeschi e ungheresi. Già prima della seconda guerra mondiale la composizione etnica era stata nettamente sbilanciata a favore della componente romena. Con l'avvento del regime comunista la rumenizzazione della città divenne totale. A favorirla fu l'emigrazione degli abitanti di origine tedesca verso la Germania. Di tedeschi nel 2006 ne rimanevano a Sibiu soltanto 2.000 circa.

### Avvenimenti importanti

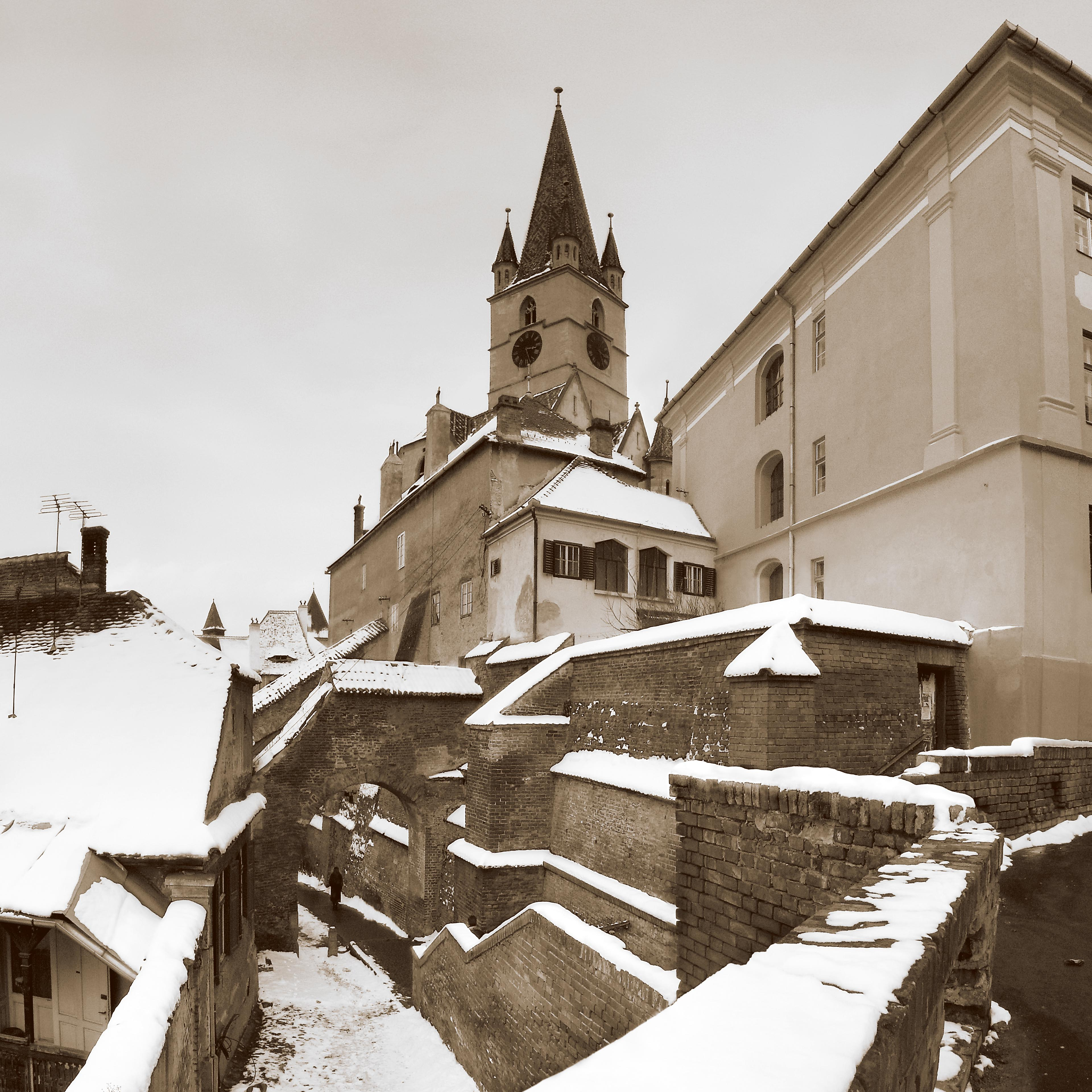
Il Passaggio delle Scale

Sibiu, registrata per la prima volta in un documento vaticano del 1191 con il nome di Cibinium, è stata teatro di alcuni avvenimenti significativi per lo sviluppo dell'intera Romania: in particolare vi vennero aperti l'ospedale più antico (1292), la prima scuola romena documentata (1380), la prima farmacia (1494), la prima cartiera (1534), il primo teatro (1788), e vi venne stampato il primo libro in romeno (1544). Il Museo Brukenthal, aperto nel 1817, fu il primo museo tuttora esistente ad essere aperto nel territorio della Romania attuale.
Non mancarono in città avvenimenti di importanza in ambito scientifico:
- Nel 1551 Conrad Haas, ingegnere militare austriaco vi studiò e svolse i primi esperimenti sui razzi, scrivendo anche un testo in cui si combinavano le proprietà delle armi e dei fuochi artificiali, il cui manoscritto venne scoperto negli Archivi di Sibiu nel 1961 (Classificato negli Archivi come Varia II 374).
- Nel 1671 attorno a Sibiu vennero scoperti i primi giacimenti di gas naturale
- Nel 1775, il 9 febbraio, diede i natali al grande matematico ungherese Farkas Bolyai
- Nel 1782 Franz-Joseph Müller von Reichenstein scoprì a Sibiu (sua città natale) un elemento chimico allora sconosciuto, il tellurio
- Nel 1797 Samuel Hahnemann aprì a Sibiu il primo laboratorio omeopatico al mondo
- Nel 1896 Sibiu (all'epoca ancora austroungarica) fu la prima città dell'attuale Romania ad usare l'energia elettrica e nel 1904 fu la seconda città in Europa ad avere una linea di tram ad alimentazione elettrica
- Nel 2019, il 9 maggio, Sibiu ospitò il summit dei capi di Stato e di governo Ue dove fu adottata la "Dichiarazione di Sibiu".

## Società
Interessante osservare come sia cambiata la composizione etnica della città.

## Monumenti e luoghi d'interesse
Sibiu viene solitamente divisa in due parti, la Città bassa (Orașul de jos) e la Città alta (Orașul de sus); quest'ultima costituisce il centro storico, ma anche la parte bassa della città presenta monumenti ed attrattive.

### La Città bassa
La Città bassa è l'area compresa tra il fiume Cibin e la collina e si sviluppò attorno alle fortificazioni più antiche. Le strade sono lunghe e piuttosto larghe rispetto a quanto usuale nelle città medievali, mentre le costruzioni sono solitamente basse e coperte da ripidi tetti.
Gran parte delle fortificazioni esterne sono andate perdute a causa della pianificazione urbanistica e dello sviluppo industriale della fine del XIX secolo e ne rimangono soltanto due torri.
La Città bassa ospita anche la più antica chiesa di Sibiu, costruita nel 1386.

### La Città alta
La Città alta è il vero e proprio centro storico di Sibiu ed è organizzata attorno a tre piazze, con una serie di vie che seguono l'andamento della collina. Tutti i principali punti di interesse della città si trovano in quest'area.

#### La Piazza Grande

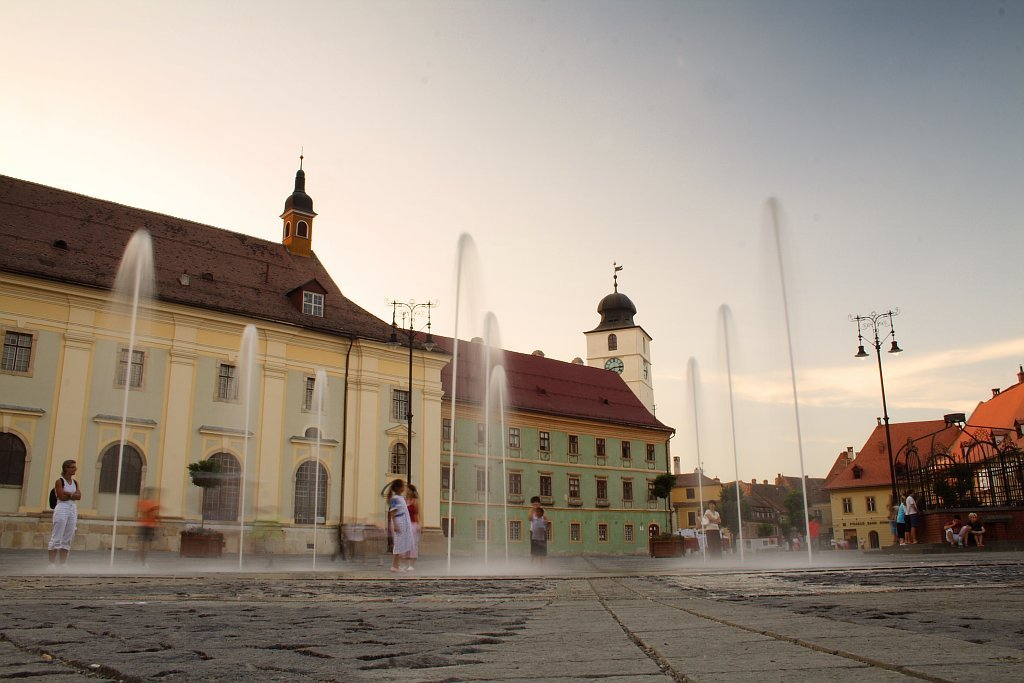
Piazza Grande

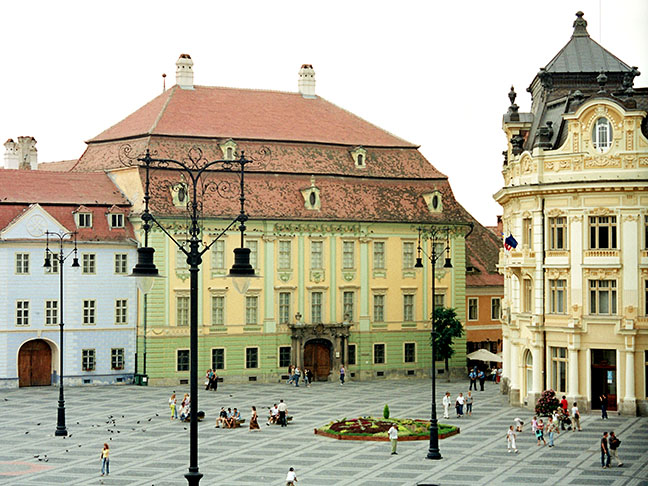
Il Palazzo Brukenthal con, a sinistra, la "Casa Blu"

La Piazza Grande (Piața Mare) è, come suggerisce il nome, la più grande della città ed ha costituito fin dal XVI secolo il centro della vita cittadina. Sulla piazza si affacciano alcune tra le più importanti costruzioni della città:
- Sul lato nord-occidentale, il Palazzo Brukenthal, un palazzo in stile barocco costruito tra il 1777 ed il 1787 quale principale residenza del Governatore della Transilvania Samuel von Brukenthal, che oggi ospita la parte principale del Museo nazionale Brukenthal, aperto nel 1817.
- Accanto al Palazzo Brukenthal si trova la cosiddetta "Casa Blu", una costruzione del XVIII secolo che porta sulla facciata l'antico stemma della città.
- A seguire il locale più antico di Sibiu, il Perla, recentemente rimodernato come bar caffetteria di sapore italiano, con il miglior gelato artigianale di tutta la regione.
- Sul lato settentrionale, la Chiesa dei Gesuiti con le sue pertinenze, prima residenza dei Gesuiti a Sibiu.
- Ancora sul lato settentrionale si trova un edificio in stile Art Nouveau costruito all'inizio del XX secolo che attualmente ospita gli uffici del sindaco.
- Vicino alla Chiesa dei Gesuiti si trova la "Torre del Consiglio", uno dei simboli della città, inizialmente una torre di fortificazione del XIV secolo più volte ricostruita, con accanto il Palazzo del Consiglio, antico luogo di riunione del consiglio cittadino, sotto al quale un passaggio unisce la Piazza Grande con la Piazza Piccola.
- Gli altri palazzi che si affacciano sulla piazza sono in gran parte edifici e due o tre piani costruiti tra il XVII ed il XIX secolo, quasi tutti in stile barocco.

#### La Piazza Piccola
La Piazza Piccola (Piață Mică), collegata alla Piazza Grande da alcuni stretti passaggi, è più piccola ed è caratterizzata dalla curvatura del lato nord-occidentale. In questa piazza, passando sotto un piccolo ponte metallico del 1859, giunge la Strada Ocnei che porta alla Città bassa. I principali palazzi che si affacciano sulla piazza sono la cosiddetta "Casa delle Arti", un edificio con ampie arcate già appartenente alla Corporazione dei macellai, e la cosiddetta "Casa Luxemburg", edificio a quattro piani in stile barocco già appartenente alla Corporazione dei fabbri.

#### Piazza Huet

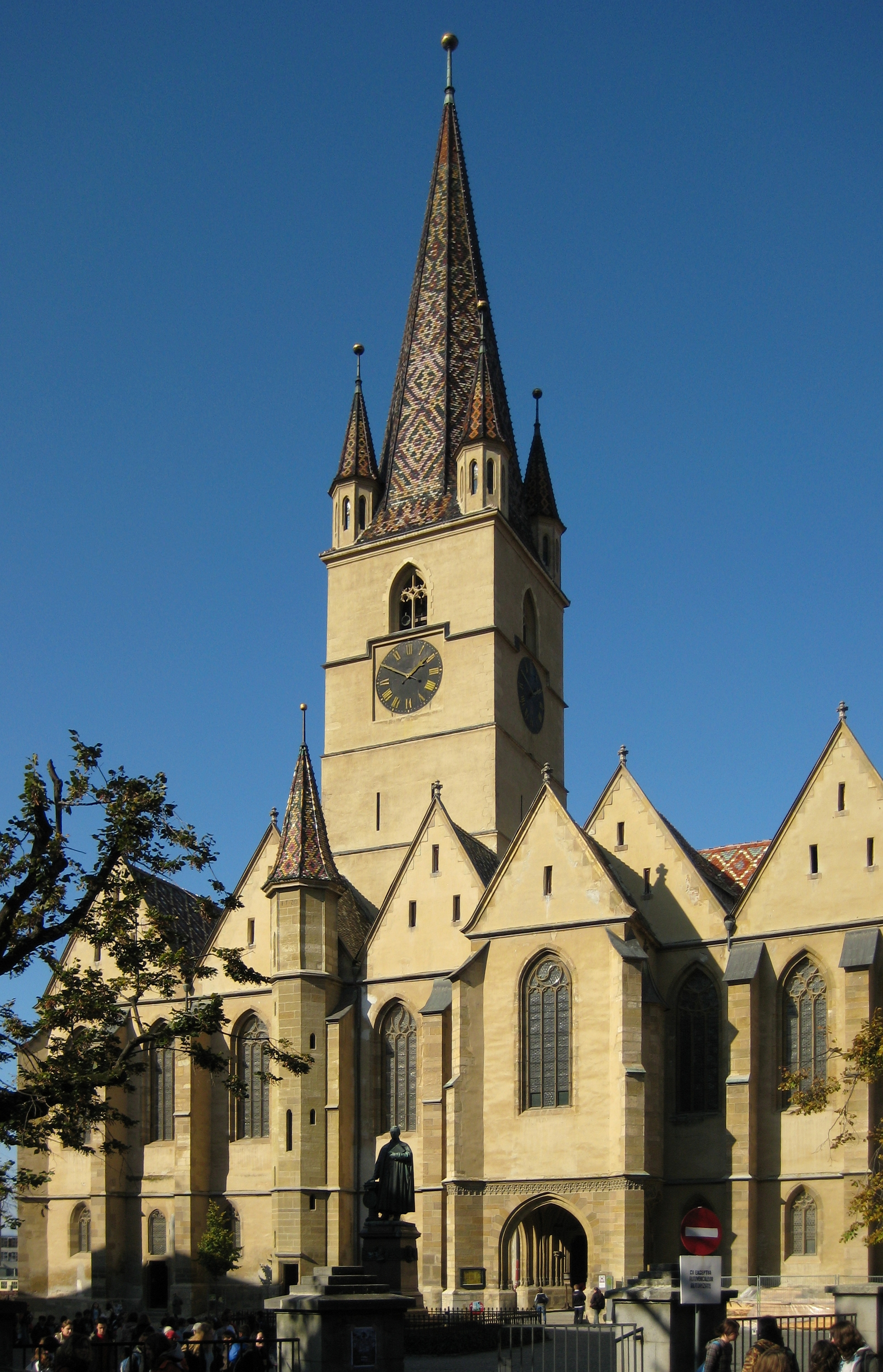
La Cattedrale Evangelica

Altra piazza del centro storico molto vicina alle precedenti, su Piazza Huet si affacciano due importanti edifici: la Cattedrale Evangelica Luterana, costruita nel XIV secolo, ed il Liceo Brukenthal, costruito nel luogo in cui esisteva una precedente scuola del XV secolo.

### Le fortificazioni
Sibiu, per la sua importanza, ebbe nel tempo diversi sistemi di fortificazione, con diversi anelli di mura, in gran parte in mattoni. La parte sud-orientale è quella meglio conservata: sono infatti tuttora visibili tre linee parallele di mura: la più esterna è un alto terrapieno, l'intermedia è costituita da un muro in mattoni alto 10 metri, mentre la più interna è costituita da un sistema di torri collegate anch'esse da mura in mattoni dell'altezza di 10 metri. Tutto il sistema è collegato da un labirinto di tunnel e passaggi che consentivano di muoversi tra le diverse linee di fortificazione e verso la città.
Il più caratteristico di questi collegamenti è il "Passaggio delle scale" (Pasajul Scărilor), che consentiva di collegare la Città alta con la Città bassa.
Nel XVI secolo vennero aggiunti alle fortificazioni diversi bastioni, uno dei quali è tuttora visibile, il cosiddetto "Bastione Haller".

## Cultura
Sibiu è una città culturalmente vivace e la designazione quale capitale europea della cultura per il 2007 ne ha accentuato ancor più questa caratteristica.

### Istruzione

#### Istituzioni scolastiche

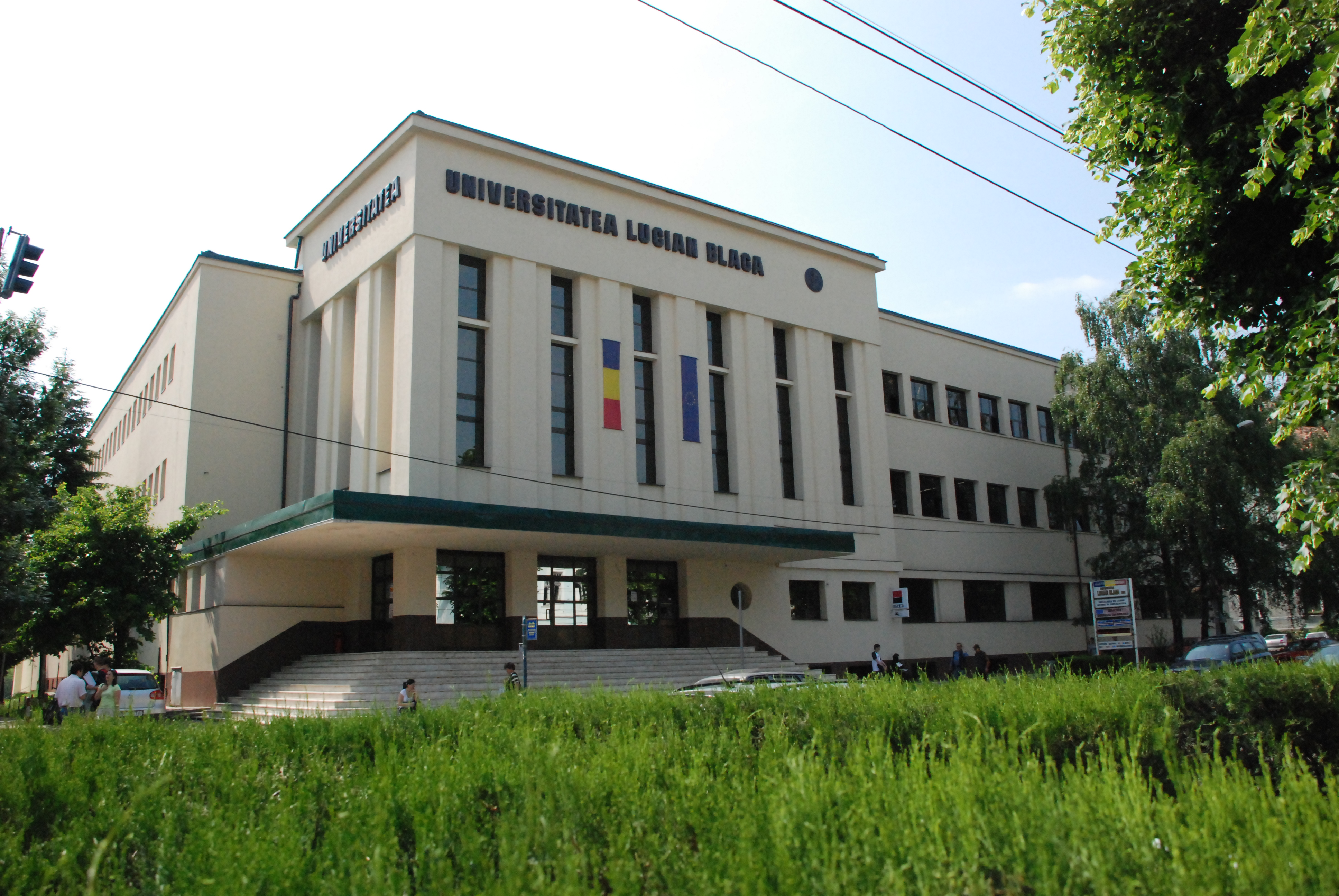
L'Università Lucian Blaga

Oltre a tutte le scuole inferiori ed a numerosi istituti superiori, Sibiu ospita diverse istituzioni universitarie:
- L'Università Lucian Blaga
- L'Università Cristiana "Dimitrie Cantemir"
- L'Università Romeno-Tedesca
- L'Università "Alma Mater"

#### Musei

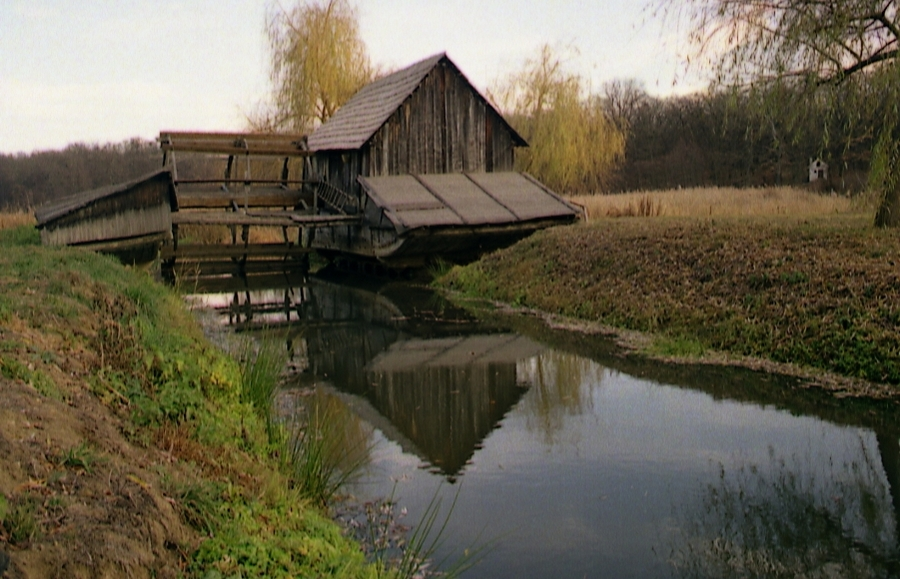
Vista del Museo della civiltà contadina

I musei di Sibiu si articolano prevalentemente attorno a due grandi iniziative culturali:
- Il Museo nazionale Brukenthal, che comprende una galleria d'arte ed una biblioteca di libri antichi ospitate nel Palazzo Brukenthal, un Museo storico, ospitato nel vecchio municipio, un Museo della farmacia, ospitato nella sede della prima farmacia di Sibiu del XVI secolo, un Museo di storia naturale e un Museo delle armi e dei trofei di caccia.
- Il Museo Nazionale ASTRA, gruppo di esposizioni concentrato soprattutto sull'etnografia ed il folklore, che comprende un Museo della civiltà contadina, ubicato in una zona boscosa di 96 ettari a sud della città che ospita esempi di costruzioni rurali con arredi ed attrezzi di lavoro, un Museo etnografico, un Museo della cultura transilvana ed un Museo della cultura e delle tradizioni sassoni.

Nei pressi della stazione ferroviaria si trova inoltre un Museo ferroviario che raccoglie circa 40 locomotive a vapore storiche, alcune tuttora funzionanti.

### Teatro
- Il "Teatro nazionale Radu Stanca", istituito nel 1797, che ospita una stagione di prosa sia in romeno che in tedesco, con allestimenti di noti registi romeni quali Gábor Tompa e Silviu Purcărete.
- Il "Teatro Gong" (per esteso Teatrul pentru copii și tineret Gong), specializzato in spettacoli per ragazzi di burattini, di mimo ed altri generi non convenzionali, anch'esso con un cartellone sia in romeno che in tedesco.
- La "Filarmonica di Stato di Sibiu", una delle orchestre più importanti del Paese, che tiene regolari concerti nella "Thalia Hall", un teatro e sala da concerto lungo le antiche fortificazioni, costruito nel 1787 e recentemente restaurato.

### Eventi
Sibiu ospita ogni anno diverse manifestazioni culturali e di spettacolo, la più prestigiosa delle quali è il "Festival Teatrale di Sibiu", che si tiene ogni anno alla fine del mese di maggio.

## Geografia antropica
A Sibiu ci sono i seguenti quartieri:
- Centro
- Centro storico - diviso in città alta e città bassa
- Josefin
- Lupeni
- Trei Stejari
- Dumbrăvii
- Vasile Aaron
- Hipodrom I,
- Hipodrom II (Cedonia)
- Hipodrom III,
- Hipodrom IV (Cireșica)
- Valea Aurie
- Tilișca
- Ștrand I
- Ștrand II
- Turnișor
- Piața Cluj
- Țiglari
- Terezian
- Reșița
- Lazaret
- Gușterița
- Broscărie
- Tineretului
- Viile Sibiului
- Magnolia
- Veteranilor
- Tropinii Noi

## Economia
Sibiu è una delle città della Romania con l'economia più fiorente: nella città operano molte importanti industrie, anche a capitale straniero, attratte anche dalla presenza di due importanti parchi industriali, di cui uno completato attorno al 2005. I settori principali sono quelli della meccanica, in particolare la componentistica per autoveicoli e per macchinari industriali, del tessile, dell'agroalimentare e dell'elettrotecnica.
Sibiu è anche sede della seconda Borsa valori della Romania, dopo quella di Bucarest.

## Infrastrutture e trasporti

### Trasporto locale

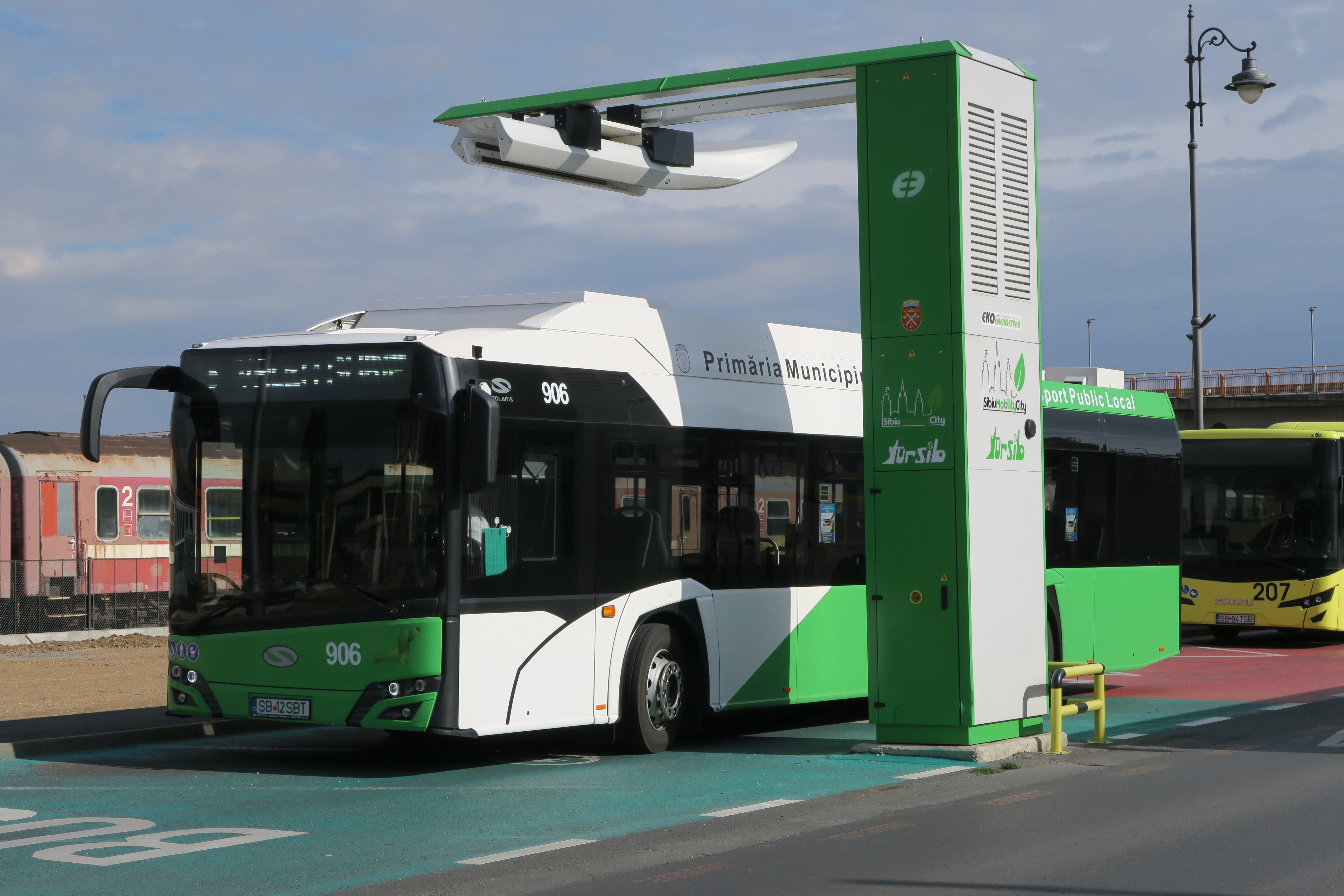
Un Solaris Urbino presso la stazione di ricarica elettrica

Il trasporto urbano è gestito da una società apposita, la TurSib.
La rete di trasporto urbano è costituita da 38 linee gestite con autobus. Fino al 2011 era presente anche una rete tranviaria.

### Trasporto stradale
Sibiu è un importante nodo stradale, in cui si incrociano due strade europee, la E68 e la E81, e tre strade nazionali, la DN1, la DN7 e la DN14.
La mobilità urbana privata è stata a lungo penalizzata da un traffico molto intenso fine alla fine dell'anno 2010, quando si è posta la parola fine alla mancanza di strade di scorrimento esterne alla città; in questo periodo è stata infatti inaugurata la tangenziale esterna alla città ( 17,2 km ), che da Selimbar porta fino quasi ad Ocna Sibiului. Questa è parte della autostrada A1 di cui è in costruzione il collegamento che unirà la città a Pitești ed al confine nord-occidentale della Romania, nei pressi di Arad. Il tratto Sibiu-Pitești è entrato in funzione nell'aprile 2019.
Questa rete stradale fa di Sibiu uno dei principali terminal dei trasporti internazionali con autobus: in città ha infatti sede la Atlassib, azienda che gestisce collegamenti stradali con tutte le principali città d'Europa. Altre aziende garantiscono inoltre collegamenti con tutte le principali città del Paese.

### Trasporto ferroviario
Sibiu dispone di tre stazioni ferroviarie ed è attraversata da una delle principali linee della Romania, la cosiddetta Magistrala 200, che la collega da un lato con Brașov e dall'altro con Arad ed il confine ungherese.
La Compagnia ferroviaria romena (CFR) dispone a Sibiu di un importante terminale merci e di una grande officina di manutenzione di locomotori diesel con annesso un ampio deposito.

### Trasporto aereo
L'aeroporto internazionale di Sibiu è destinato a diventare uno dei più moderni della Romania: servito da collegamenti regolari sia nazionali che internazionali, in particolare con Germania ed Austria, ha subito dei lavori di trasformazione ed ampliamento che gli hanno consentito a partire dall'anno 2009 di ricevere anche gli aeromobili di più grandi dimensioni, compreso l'Airbus A380.

## Amministrazione

### Gemellaggi
Sibiu è gemellata con le seguenti città:
- Bauru, dal 1995
- Columbia, dal 1994
- Klagenfurt, dal 1996
- Landshut, dal 2002
- Marburg, dal 2005
- Malines, dal 1996
- Rennes, dal 1999
- Valencia, dal 1993
- Wirral (borough), dal 1994
- Deventer, dal 2007

## Galleria d'immagini

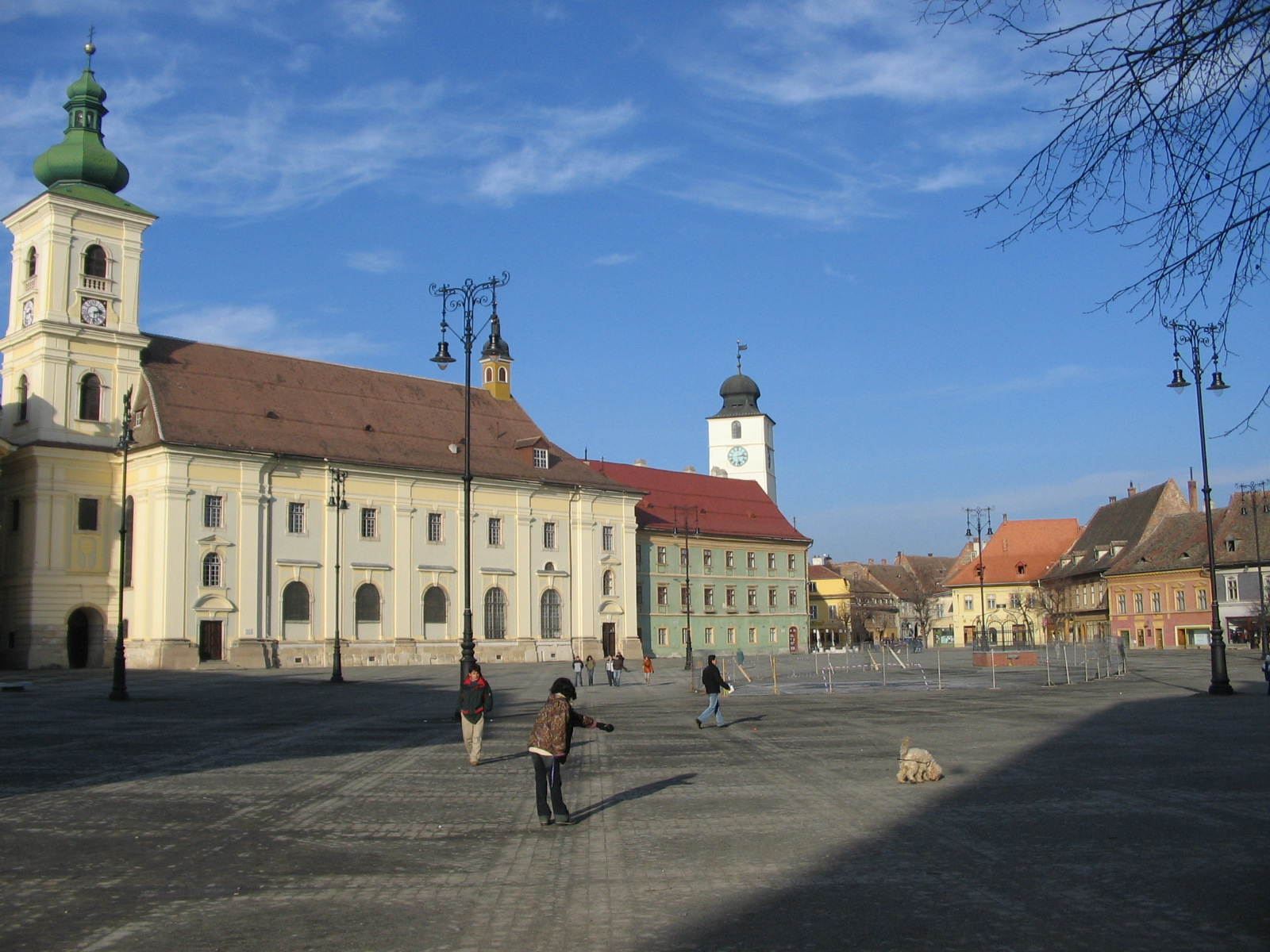
Piazza Grande
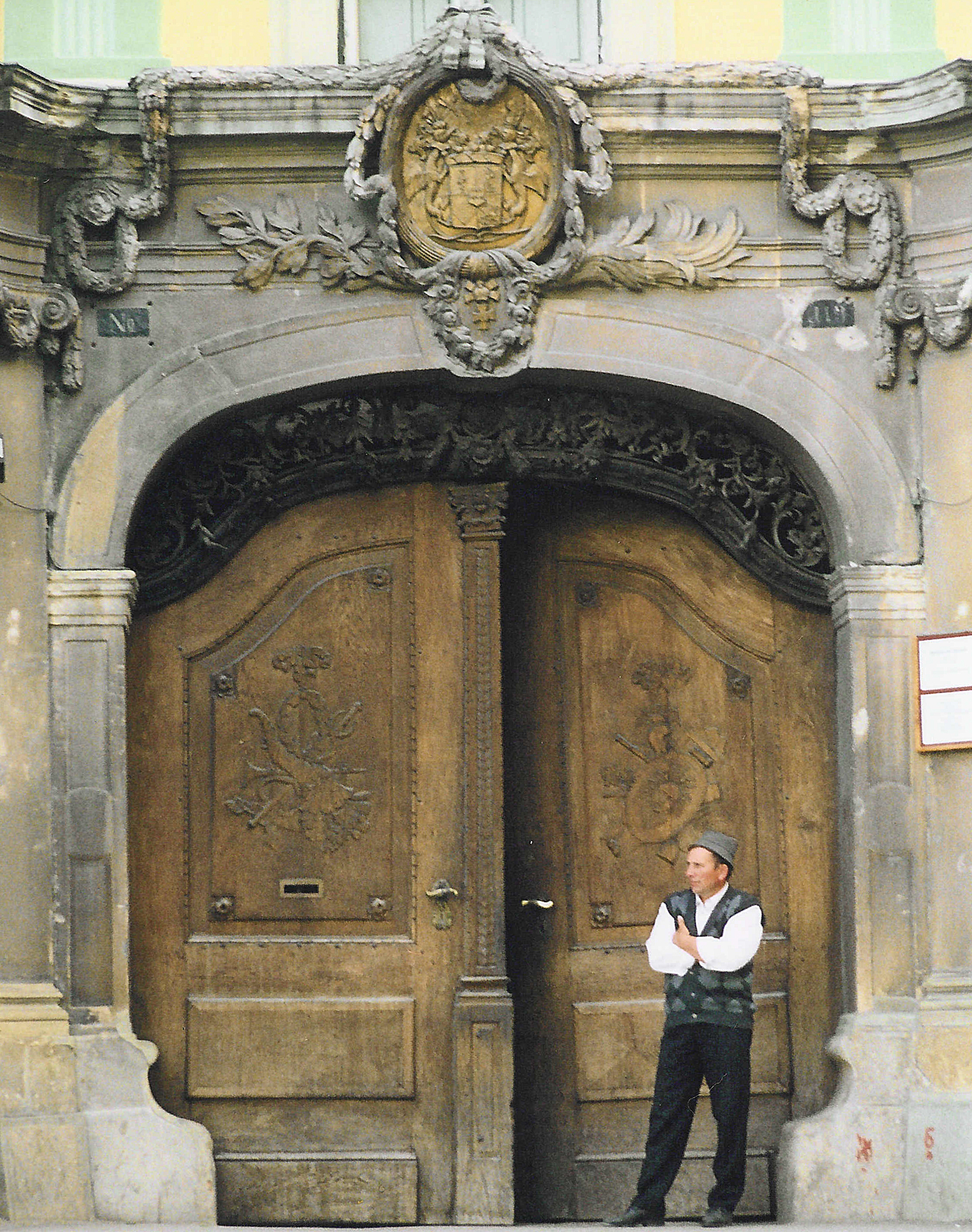
Ingresso del Palazzo Brukenthal
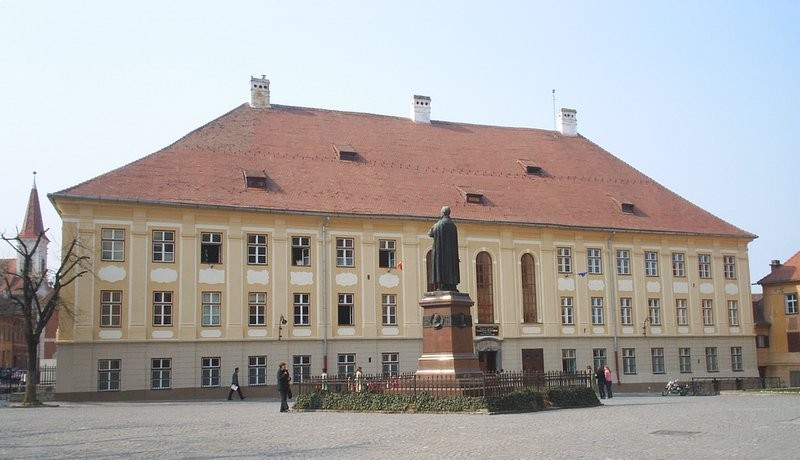
Il Collegio Brukenthal
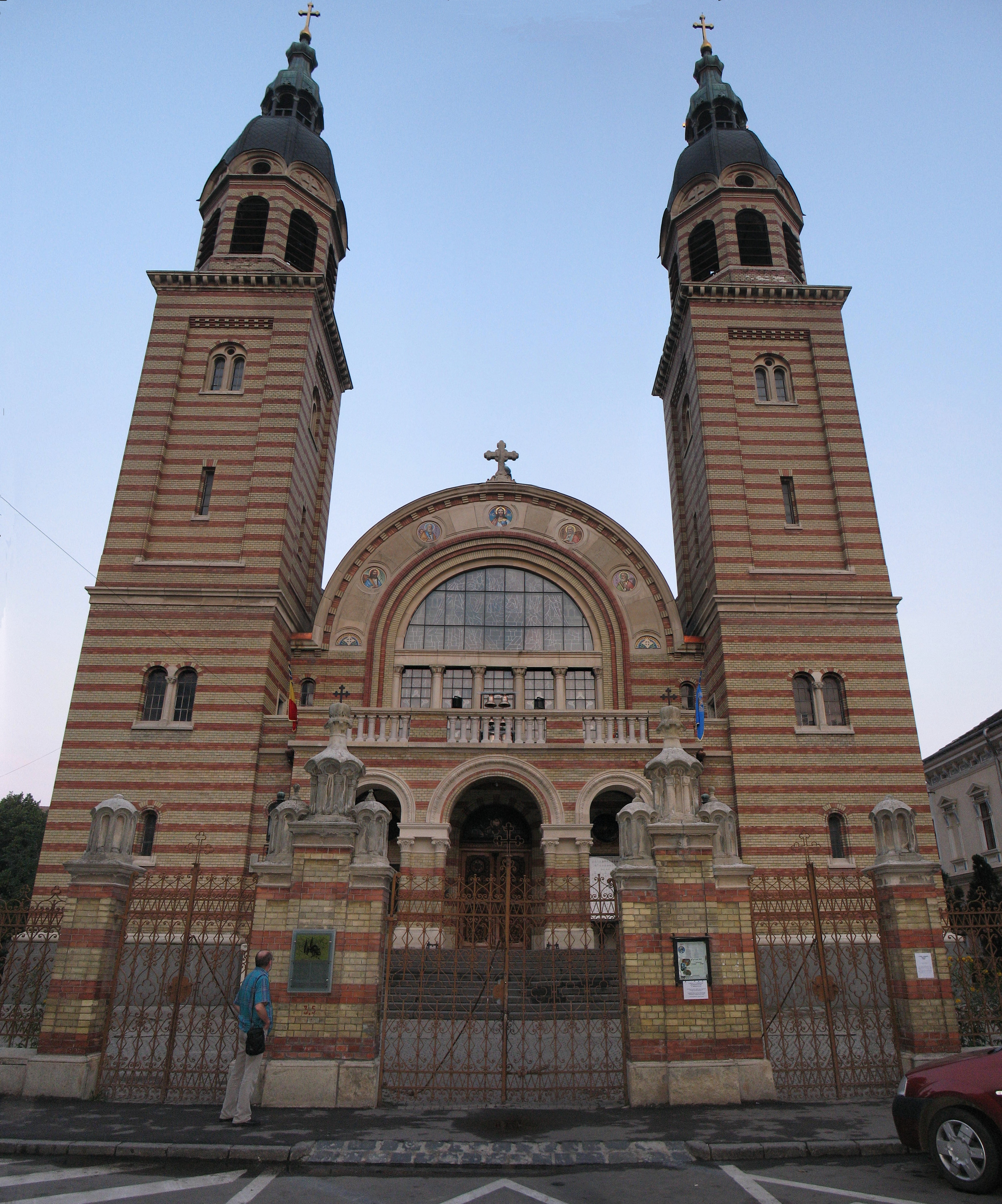
La Cattedrale Ortodossa
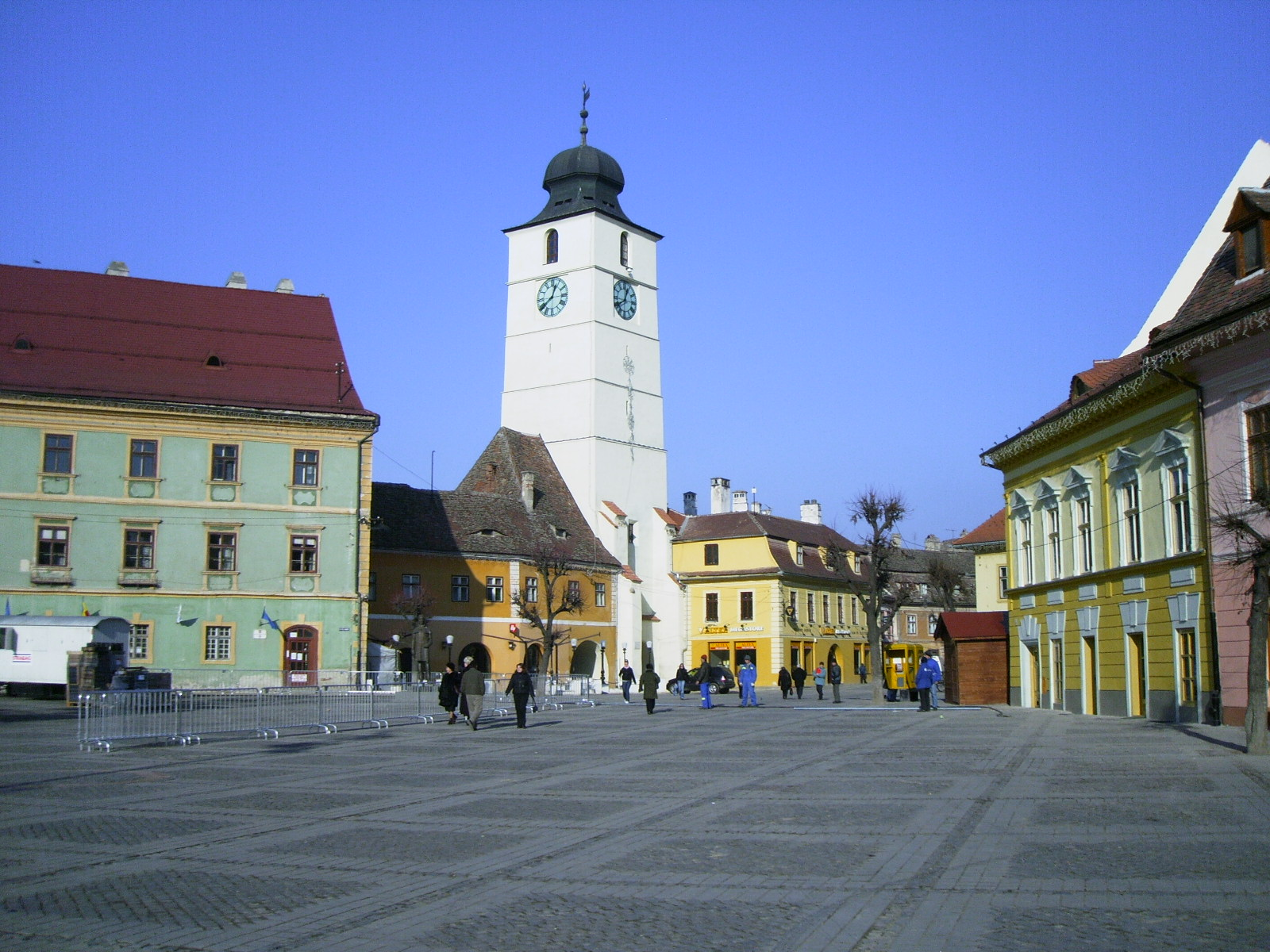
La Torre del Consiglio
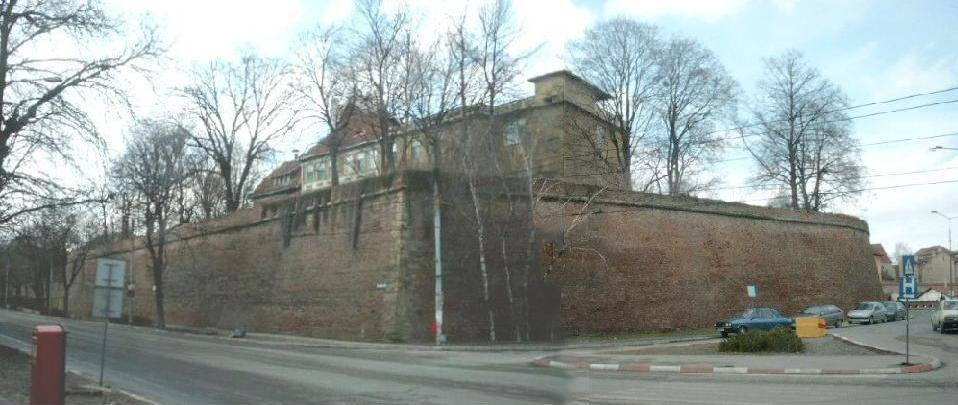
Il Bastione Haller
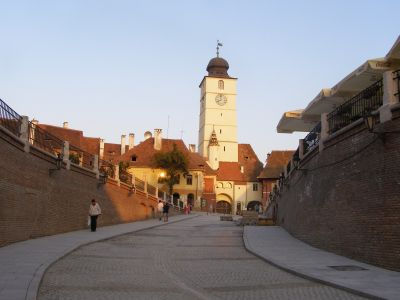
Strada Ocna
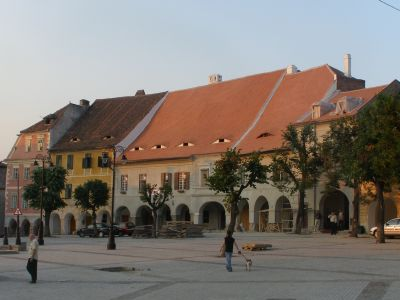
Piazza Piccola
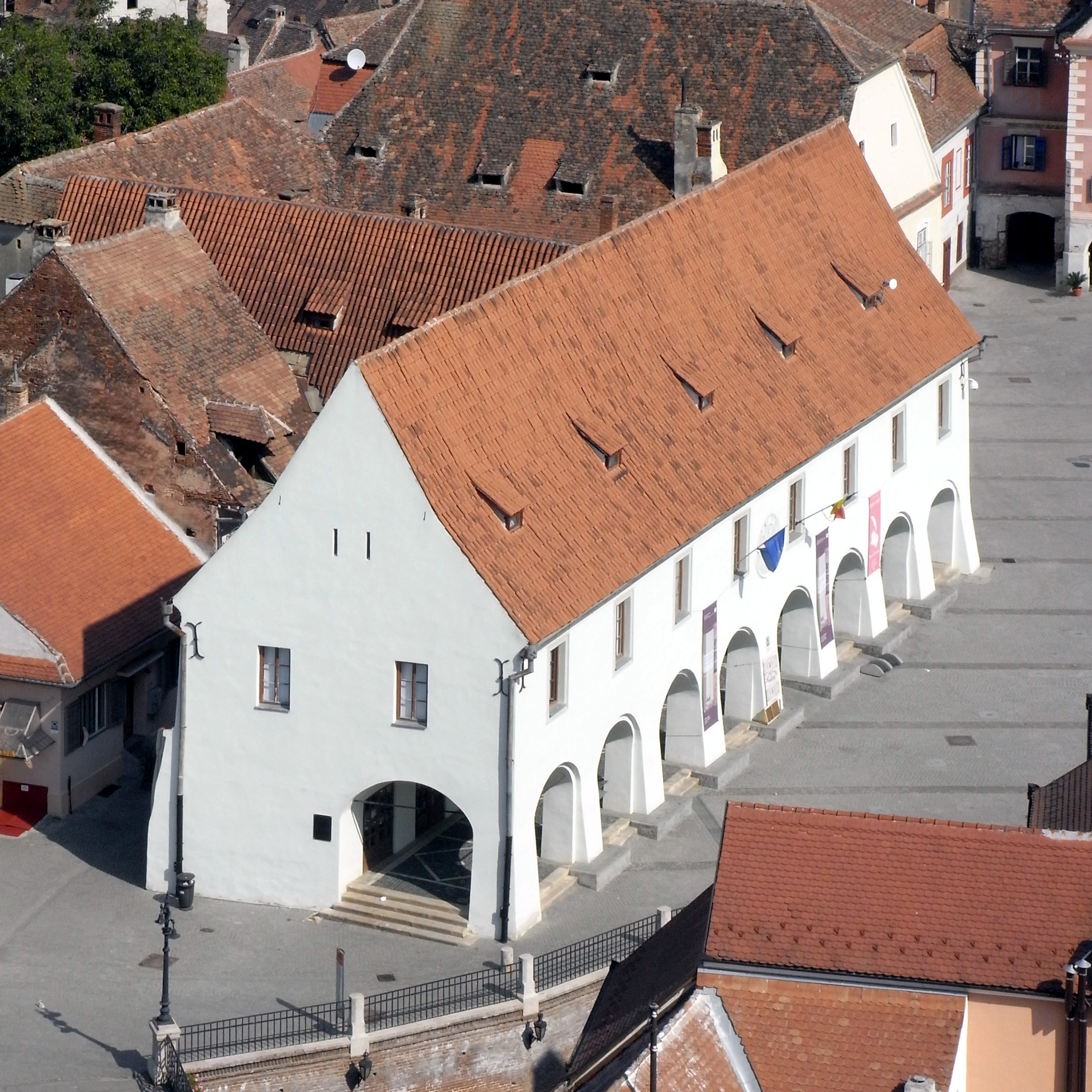
La Casa delle Arti
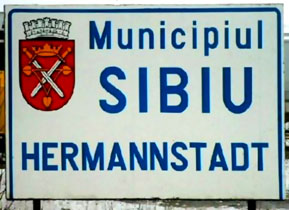
Cartello bilingue di località

## Sport
Ha sede a Sibiu la squadra di calcio dell'Hermannstadt, militante attualmente nella Liga I, la massima divisione del campionato rumeno di calcio.